# Foreste
Foreste es una comuna francesa situada en el departamento de Aisne, de la región de Alta Francia.

## Geografía
Foreste está ubicada a 14 km al oeste de San Quintín.

## Demografía
| 175 | 170 | 163 | 199 | 165 | 143 | 179 | 173 |
| Para los censos de 1962 a 1999 la población legal corresponde a la población sin duplicidades (Fuente: INSEE [Consultar]) |     |     |     |     |     |     |     |